# Epiclerus aligherini
Epiclerus aligherini är en stekelart som först beskrevs av Girault 1926.  Epiclerus aligherini ingår i släktet Epiclerus och familjen raggsteklar. Inga underarter finns listade i Catalogue of Life.